# 10613 Кусінадахіме
10613 Кусінадахіме (10613 Kushinadahime) — астероїд головного поясу, відкритий 4 вересня 1997 року.
Тіссеранів параметр щодо Юпітера — 3,510.